# Campeonato Argentino Abierto de Polo
El Campeonato Argentino Abierto de Polo, también conocido como Abierto de Palermo o simplemente El Abierto, es el máximo certamen interclubes a nivel mundial de este deporte, y el quinto en antigüedad en el mundo. Junto con el Campeonato Abierto de Polo del Hurlingham Club y el Campeonato Abierto de Polo del Tortugas Country Club, los otros dos grandes torneos que se disputan en Argentina, componen la Triple Corona del Polo Argentino.
El torneo se disputa anualmente desde 1893 en el Campo Argentino de Polo de Buenos Aires en el barrio de Palermo, instalaciones popularmente conocidas como la Catedral del Polo. La organización está a cargo de la Asociación Argentina de Polo (A.A.P.) y el hándicap de los equipos debe estar entre los 28 y los 40 goles.
Desde 2017 se disputa la versión femenina: el Campeonato Argentino Abierto de Polo Femenino.

## Características

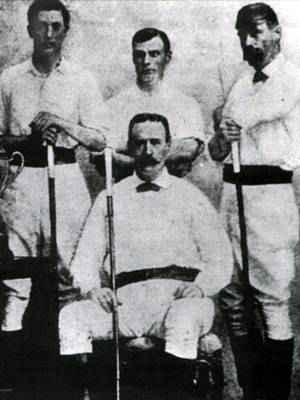
Hurlingham, el primer ganador en 1893: Frank Furber, Frank J. Balfour, Cadwallader J. Tetley y Hugh Scott Robson.

El torneo fue denominado inicialmente River Plate Polo Championship manteniendo ese nombre hasta 1923.
Más de cien años de tradición sumado a la calidad de juego que adquirió el polo en Argentina hacen de este certamen una cita exclusiva e imperdible para todos los amantes de esta actividad. 
La edición inaugural del torneo se disputó en abril de 1893, con otra denominación (River Plate Polo Championship) y un sistema de competición diferente del actual. En aquel entonces la pasión por el polo tenía dos centros: Buenos Aires y el sur de Santa Fe. Para atenuar los altos costos que representaba el traslado, el primer torneo se disputó en dos etapas: la primera se desarrolló en el Hurlingham Club de Buenos Aires y la segunda tuvo lugar en Cañada de Gómez.
La modalidad del certamen consistía en dos torneos, de igual valor y la copa la obtenía el primero en ganar dos veces. Hurlingham fue el primer equipo que se consagró en el Abierto de Polo con una formación integrada por Francisco J. Balfour, Frank Furber, C. J. Tetley y Hugo Scott-Robson. 
El nombre definitivo del Abierto Argentino de Polo se concretó en 1923 cuando la River Plate Polo Asociation se transformó en la actual Asociación Argentina de Polo. El torneo no sólo cambió su denominación sino que también mudó su escenario al Campo Argentino de Polo. 
Como en todo deporte el nivel de juego es la esencia de los torneos. Y la jerarquía conseguida a principios del siglo XX por los jugadores argentinos fueron transformando al Abierto Argentino en el certamen de Polo por excelencia. 
En 1911 se implementó el hándicap en Argentina. La mayor valoración es 10 y se determina por las aptitudes de los jugadores. Sin embargo, la incorporación de esta herramienta no pudo impedir la hegemonía de Coronel Suárez, el máximo ganador del Abierto Argentino con 24 títulos, conseguido entre 1934 y 1981.
Además, Coronel Suárez se convirtió en el primer equipo en lograr el hándicap ideal, es decir 40 goles de hándicap, honor que sólo han ostentado 7 formaciones en la historia:
- Coronel Suárez (1975): Alberto Heguy, Juan Carlos Harriott (h), Alfredo Harriot y Horacio Heguy.
- La Espadaña (1989): Carlos Gracida, Gonzalo Pieres, Alfonso Pieres y Ernesto Trotz (h).
- Indios Chapaleufú (1992): Bautista Heguy, Gonzalo Heguy, Horacio Heguy y Marcos Heguy.
- La Dolfina (2007): Adolfo Cambiaso (h), Lucas Monteverde, Mariano Aguerre y Bartolomé Castagnola.
- Ellerstina (2008 y 2010): Facundo Pieres, Gonzalo Pieres (h), Pablo Mac Donough y Juan Martín Nero.
- La Dolfina (2014-2020): Adolfo Cambiaso (h), David Stirling (h), Pablo Mac Donough y Juan Martín Nero.
- Ellerstina (2018): Pablo Pieres, Nicolás Pieres, Gonzalo Pieres (h) y Facundo Pieres.

El máximo ganador del Abierto Argentino es el bonaerense Juan Carlos Harriott (h), jugador emblemático de Coronel Suárez, considerado por muchos el mejor polista de todos los tiempos, que alzó el trofeo 20 veces: de 1957 a 1959, de 1961 a 1970, en 1972 y de 1974 a 1979.
El máximo goleador del Abierto Argentino es Adolfo Cambiaso (h), jugador de La Dolfina y exintegrante de Ellerstina, con 1.083 goles en 128 partidos jugados. Cambiaso también posee el récord de mayor cantidad de campeonatos jugados con 32.

## Ganadores
| Año  | Edición                                          | Equipo                                           | Formación | Resultado                                        | Subcampeón                                       |
| ---- | ------------------------------------------------ | ------------------------------------------------ | --- | ------------------------------------------------ | ------------------------------------------------ |
| 2024 | 131                                              | La Natividad                                     | Facundo Pieres, Camilo Castagnola, Pablo Mac Donough, Bartolomé Castagnola (h.).                                       | 13-11                                            | La Dolfina                                       |
| 2023 | 130                                              | La Natividad                                     | Facundo Pieres, Camilo Castagnola, Pablo Mac Donough, Bartolomé Castagnola (h.).                                       | 13-10                                            | La Dolfina                                       |
| 2022 | 129                                              | La Dolfina                                       | Adolfo Cambiaso (H), David Stirling (H), Adolfo Cambiaso (N), Juan Martín Nero.                                        | 13-9                                             | La Natividad                                     |
| 2021 | 128                                              | La Natividad                                     | Camilo Castagnola, Pablo Pieres, Bartolomé Castagnola (H), Ignatius du Plessis.                                        | 15-13                                            | La Dolfina                                       |
| 2020 | 127                                              | La Dolfina                                       | Adolfo Cambiaso (H), David Stirling (H), Pablo Mac Donough, Juan Martín Nero.                                          | 10-8                                             | Ellerstina                                       |
| 2019 | 126                                              | La Dolfina                                       | Adolfo Cambiaso (H), David Stirling (H), Pablo Mac Donough, Juan Martín Nero (Rodrigo Ribeiro de Andrade en la final). | 16-12                                            | Ellerstina                                       |
| 2018 | 125                                              | La Dolfina                                       | Adolfo Cambiaso (H), David Stirling (H), Pablo Mac Donough, Juan Martín Nero.                                          | 17-12                                            | Las Monjitas                                     |
| 2017 | 124                                              | La Dolfina                                       | Adolfo Cambiaso (H), David Stirling (H), Pablo Mac Donough, Juan Martín Nero.                                          | 14-13                                            | Ellerstina                                       |
| 2016 | 123                                              | La Dolfina                                       | Adolfo Cambiaso (H), David Stirling (H), Pablo Mac Donough, Juan Martín Nero.                                          | 16-12                                            | Ellerstina                                       |
| 2015 | 122                                              | La Dolfina                                       | Adolfo Cambiaso (H), David Stirling (H), Pablo Mac Donough, Juan Martín Nero.                                          | 13-12                                            | Ellerstina                                       |
| 2014 | 121                                              | La Dolfina                                       | Adolfo Cambiaso (H), David Stirling (H), Pablo Mac Donough, Juan Martín Nero.                                          | 14-12                                            | Ellerstina                                       |
| 2013 | 120                                              | La Dolfina                                       | Adolfo Cambiaso (H), David Stirling (H), Pablo Mac Donough, Juan Martín Nero (Sebastián Merlos en la final).           | 16-11                                            | Alegría                                          |
| 2012 | 119                                              | Ellerstina                                       | Facundo Pieres, Mariano Aguerre, Gonzalo Pieres (H), Nicolás Pieres.                                                   | 12-10                                            | La Dolfina                                       |
| 2011 | 118                                              | La Dolfina                                       | Adolfo Cambiaso (H), David Stirling (H), Pablo Mac Donough, Juan Martín Nero.                                          | 16-10                                            | Ellerstina                                       |
| 2010 | 117                                              | Ellerstina                                       | Facundo Pieres, Gonzalo Pieres, Pablo Mac Donough, Juan Martín Nero                                                    | 14-13                                            | La Dolfina                                       |
| 2009 | 116                                              | La Dolfina                                       | Adolfo Cambiaso (H), Lucas Monteverde (H), Mariano Aguerre, Bartolomé Castagnola.                                      | 17-16                                            | Ellerstina                                       |
| 2008 | 115                                              | Ellerstina                                       | Facundo Pieres, Gonzalo Pieres, Pablo Mac Donough, Juan Martín Nero.                                                   | 13-12                                            | La Dolfina                                       |
| 2007 | 114                                              | La Dolfina                                       | Adolfo Cambiaso (H), Lucas Monteverde (H), Mariano Aguerre, Bartolomé Castagnola.                                      | 16-15                                            | Ellerstina                                       |
| 2006 | 113                                              | La Dolfina                                       | Adolfo Cambiaso (H), Lucas Monteverde (H), Mariano Aguerre, Bartolomé Castagnola.                                      | 14-13                                            | La Aguada                                        |
| 2005 | 112                                              | La Dolfina                                       | Adolfo Cambiaso (H), Lucas Monteverde (H), Mariano Aguerre, Bartolomé Castagnola.                                      | 20-19                                            | Ellerstina                                       |
| 2004 | 111                                              | Indios Chapaleufú II                             | Alberto Heguy (H), Ignacio Heguy, Milo Fernández Araujo, Eduardo Heguy.                                                | 15-11                                            | Indios Chapaleufú I                              |
| 2003 | 110                                              | La Aguada                                        | Miguel Novillo Astrada, Javier Novillo Astrada, Eduardo Novillo Astrada(H), Ignacio Novillo Astrada.                   | 12-9                                             | La Dolfina                                       |
| 2002 | 109                                              | La Dolfina                                       | Adolfo Cambiaso (H), Sebastián Merlos, Juan Ignacio Merlos, Bartolomé Castagnola.                                      | 20-16                                            | Indios Chapaleufú II                             |
| 2001 | 108                                              | Indios Chapaleufú I                              | Bautista Heguy, Mariano Aguerre, Horacio Heguy, Marcos Heguy.                                                          | 17-16                                            | La Dolfina                                       |
| 2000 | 107                                              | Indios Chapaleufú II                             | Alberto Heguy (H), Ignacio Heguy, Milo Fernández Araujo, Eduardo Heguy.                                                | 16-13                                            | La Dolfina                                       |
| 1999 | 106                                              | Indios Chapaleufú II                             | Alberto Heguy (H), Ignacio Heguy, Milo Fernández Araujo, Eduardo Heguy.                                                | 13-11                                            | La Cañada                                        |
| 1998 | 105                                              | Ellerstina                                       | Adolfo Cambiaso (H), Mariano Aguerre, Gonzalo Pieres, Bartolomé Castagnola.                                            | 17-14                                            | Indios Chapaleufú II                             |
| 1997 | 104                                              | Ellerstina                                       | Adolfo Cambiaso (H), Mariano Aguerre, Gonzalo Pieres, Bartolomé Castagnola.                                            | 15-14                                            | Indios Chapaleufú I                              |
| 1996 | 103                                              | Indios Chapaleufú II                             | Alberto Heguy (H), Ignacio Heguy, Alejandro Díaz Alberdi, Eduardo Heguy.                                               | 17-16                                            | Indios Chapaleufú I                              |
| 1995 | 102                                              | Indios Chapaleufú I                              | Bautista Heguy, Gonzalo Heguy, Horacio Heguy (H), Marcos Heguy.                                                        | 14-10                                            | La Mariana                                       |
| 1994 | 101                                              | Ellerstina                                       | Adolfo Cambiaso (H), Mariano Aguerre, Gonzalo Pieres, Carlos Gracida.                                                  | 19-15                                            | La Martina                                       |
| 1993 | 100                                              | Indios Chapaleufú I                              | Bautista Heguy, Gonzalo Heguy, Horacio Heguy (H), Marcos Heguy.                                                        | 14-10                                            | La Martina                                       |
| 1992 | 99                                               | Indios Chapaleufú I                              | Bautista Heguy, Gonzalo Heguy, Horacio Heguy (H), Marcos Heguy.                                                        | 19-13                                            | Ellerstina                                       |
| 1991 | 98                                               | Indios Chapaleufú I                              | Bautista Heguy, Gonzalo Heguy, Horacio Heguy (H), Marcos Heguy.                                                        | 22-14                                            | Centauros                                        |
| 1990 | 97                                               | La Espadaña                                      | Carlos Gracida, Alfonso Pieres, Gonzalo Pieres, Ernesto Trotz (H).                                                     | 15-12                                            | Indios Chapaleufú II                             |
| 1989 | 96                                               | La Espadaña                                      | Carlos Gracida, Alfonso Pieres, Gonzalo Pieres, Ernesto Trotz (H).                                                     | 17-7                                             | Pilarchico                                       |
| 1988 | 95                                               | La Espadaña                                      | Carlos Gracida, Alfonso Pieres, Gonzalo Pieres, Ernesto Trotz (H).                                                     | 16-15                                            | Indios Chapaleufú I                              |
| 1987 | 94                                               | La Espadaña                                      | Carlos Gracida, Alfonso Pieres, Gonzalo Pieres, Ernesto Trotz (H).                                                     | 14-13                                            | Indios Chapaleufú I                              |
| 1986 | 93                                               | Indios Chapaleufú I                              | Marcos Heguy, Gonzalo Heguy, Horacio Heguy (H), Alejandro Garrahan.                                                    | 13-12                                            | La Espadaña                                      |
| 1985 | 92                                               | La Espadaña                                      | Antonio Herrera, Alfonso Pieres, Gonzalo Pieres, Ernesto Trotz (H).                                                    | 15-14                                            | Indios Chapaleufú II                             |
| 1984 | 91                                               | La Espadaña                                      | Juan M. Zavaleta, Alfonso Pieres, Gonzalo Pieres, Ernesto Trotz (H).                                                   | 14-8                                             | Indios Chapaleufú I                              |
| 1983 | 90                                               | Coronel Suárez II                                | Benjamín Araya, Juan Badiola, Daniel González , Horacio Araya.                                                         | 7-6                                              | Los Indios                                       |
| 1982 | 89                                               | Santa Ana                                        | Gastón R. Dorignac, Héctor Merlos, Guillermo Gracida (H), Francisco E. Dorignac.                                       | 16-13                                            | Coronel Suárez                                   |
| 1981 | 88                                               | Coronel Suárez                                   | Benjamín Araya, Alberto P. Heguy, Alfredo Harriott, Celestino Garrós.                                                  | 11-9                                             | Santa Ana                                        |
| 1980 | 87                                               | Coronel Suárez                                   | Benjamín Araya, Alberto P. Heguy, Alfredo Harriott, Celestino Garrós (Horacio Heguy).                                  |                                                  |                                                  |
| 1979 | 86                                               | Coronel Suárez                                   | Alberto P. Heguy, Horacio A. Heguy, Juan Carlos Harriott (H), Alfredo Harriott.                                        |                                                  |                                                  |
| 1978 | 85                                               | Coronel Suárez                                   | Alberto P. Heguy, Horacio A. Heguy, Juan Carlos Harriott (H), Alfredo Harriott.                                        |                                                  |                                                  |
| 1977 | 84                                               | Coronel Suárez                                   | Alberto P. Heguy, Horacio A. Heguy, Juan Carlos Harriott (H), Alfredo Harriott.                                        | 12-6                                             | Santa Ana                                        |
| 1976 | 83                                               | Coronel Suárez                                   | Alberto P. Heguy, Horacio A. Heguy, Juan Carlos Harriott (H), Alfredo Harriott.                                        | 20-6                                             | Santa Ana                                        |
| 1975 | 82                                               | Coronel Suárez                                   | Alberto P. Heguy, Horacio A. Heguy, Juan Carlos Harriott (H), Alfredo Harriott.                                        | 14-9                                             | Santa Ana                                        |
| 1974 | 81                                               | Coronel Suárez                                   | Alberto P. Heguy, Horacio A. Heguy, Juan Carlos Harriott (H), Alfredo Harriott.                                        | [ n 2 ]                                          | Santa Ana                                        |
| 1973 | 80                                               | Santa Ana                                        | Gastón R. Dorignac, Héctor Merlos, Daniel González, Francisco Dorignac.                                                | 8-6                                              | Coronel Suárez                                   |
| 1972 | 79                                               | Coronel Suárez                                   | Alberto P. Heguy, Horacio A. Heguy, Juan Carlos Harriott (H), Alfredo Harriott.                                        | 10-4                                             | Santa Ana                                        |
| 1971 | 78                                               | Santa Ana                                        | Teófilo V. Bordeu, Gastón Dorignac, Daniel González, Francisco Dorignac.                                               | 10-8                                             | Coronel Suárez                                   |
| 1970 | 77                                               | Coronel Suárez                                   | Alberto P. Heguy, Horacio A. Heguy, Juan Carlos Harriott (H), Alfredo Harriott.                                        | 8-7                                              | Santa Ana                                        |
| 1969 | 76                                               | Coronel Suárez                                   | Alberto P. Heguy, Horacio A. Heguy, Juan Carlos Harriott (H), Alfredo Harriott.                                        | 12-11                                            | Santa Ana                                        |
| 1968 | 75                                               | Coronel Suárez                                   | Alberto P. Heguy, Horacio A. Heguy, Juan Carlos Harriott (H), Alfredo Harriott.                                        | 10-9                                             | Santa Ana                                        |
| 1967 | 74                                               | Coronel Suárez                                   | Alberto P. Heguy, Horacio A. Heguy, Juan Carlos Harriott (H), Alfredo Harriott.                                        | 10-9                                             | Santa Ana                                        |
| 1966 | 73                                               | Coronel Suárez                                   | Alberto P. Heguy (William Linfoot), Horacio A. Heguy, Juan Carlos Harriott (H), Daniel González.                       | 12-10                                            | Santa Ana                                        |
| 1965 | 72                                               | Coronel Suárez                                   | Alberto P. Heguy, Horacio A. Heguy, Juan Carlos Harriott (H), Daniel González.                                         | 17-8                                             | Tortugas Aurora                                  |
| 1964 | 71                                               | Coronel Suárez                                   | Alberto P. Heguy, Horacio A. Heguy, Juan Carlos Harriott (H), Juan Carlos Harriott (Carlos Torres Zavaleta).           | 12-8                                             | Santa Ana                                        |
| 1963 | 70                                               | Coronel Suárez                                   | Alberto P. Heguy, Horacio A. Heguy, Juan Carlos Harriott (H), Juan Carlos Harriott.                                    | 11-10                                            | Santa Ana                                        |
| 1962 | 69                                               | Coronel Suárez                                   | Horacio A. Heguy, Daniel González, Juan Carlos Harriott (H), Juan Carlos Harriott.                                     | 12-10                                            | Santa Ana                                        |
| 1961 | 68                                               | Coronel Suárez                                   | Horacio A. Heguy, Daniel González, Juan Carlos Harriott (H), Juan Carlos Harriott.                                     | 14-4                                             | Santa Ana                                        |
| 1960 | 67                                               | El Trébol                                        | Horacio Castilla, Teófilo V. Bordeu, Carlos de la Serna, Carlos A. Menditeguy.                                         | 8-7                                              | Coronel Suárez                                   |
| 1959 | 66                                               | Coronel Suárez                                   | Horacio A. Heguy, Juan Carlos Harriott (H), Luis A. Lalor, Juan Carlos Harriott.                                       | [ n 2 ]                                          | El Trébol                                        |
| 1958 | 65                                               | Coronel Suárez - Los Indios                      | Horacio A. Heguy, Juan Carlos Harriott (H), Antonio Heguy, Juan Carlos Harriott.                                       | [ n 2 ]                                          | El Trébol                                        |
| 1957 | 64                                               | Coronel Suárez                                   | Bertil Andino Grahn, Juan Carlos Harriott (H), Enrique J. Alberdi, Juan Carlos Harriott.                               | [ n 2 ]                                          | Tortugas                                         |
| 1956 | 63                                               | El Trébol                                        | Eduardo A. Bullrich, Julio Menditeguy, Robert Skene, Carlos A. Menditeguy.                                             | 11-6                                             | Tortugas Aurora                                  |
| 1955 | 62                                               | Venado Tuerto                                    | Juan L. Cavanagh, Roberto Cavanagh, Enrique J. Alberdi, Juan C. Alberdi.                                               | 15-5                                             | La Alicia                                        |
| 1954 | 61                                               | El Trébol                                        | Nicolás Ruiz Guiñazú, Robert Skene, Carlos A. Menditeguy, Eduardo A. Bullrich.                                         | 12-9                                             | Venado Tuerto                                    |
| 1953 | 60                                               | Coronel Suárez                                   | Ernesto J. Lalor, Francisco Reyes Carrere, Enrique J. Alberdi, Juan C. Alberdi.                                        |                                                  |                                                  |
| 1952 | 59                                               | Coronel Suárez                                   | Rubén Fernández Sarraúa, Francisco Reyes Carrere, Enrique J. Alberdi, Juan Carlos Harriott.                            |                                                  |                                                  |
| 1951 | 58                                               | Los Pingüinos                                    | Luis J. Duggan, Iván M. Mihanovich, Gabriel Capdepont, Mariano Gutiérrez Achaval.                                      |                                                  |                                                  |
| 1950 | 57                                               | Venado Tuerto                                    | Juan L. Cavanagh, Roberto Cavanagh, Enrique J. Alberdi, Juan C. Alberdi.                                               | 14-11                                            | Bostwick Field                                   |
| 1949 | 56                                               | Venado Tuerto                                    | Juan L. Cavanagh, Roberto Cavanagh, Enrique J. Alberdi, Juan C. Alberdi.                                               |                                                  |                                                  |
| 1948 | 55                                               | Venado Tuerto                                    | Juan L. Cavanagh, Roberto Cavanagh, Enrique J. Alberdi, Juan C. Alberdi.                                               |                                                  |                                                  |
| 1947 | 54                                               | Venado Tuerto                                    | Juan L. Cavanagh, Roberto Cavanagh, Enrique J. Alberdi, Juan C. Alberdi.                                               | 12-6                                             | El Trébol                                        |
| 1946 | 53                                               | Venado Tuerto                                    | Juan L. Cavanagh, Roberto Cavanagh, Enrique J. Alberdi, Juan C. Alberdi.                                               |                                                  |                                                  |
| 1945 | No disputado debido a la Segunda Guerra Mundial  | No disputado debido a la Segunda Guerra Mundial  | No disputado debido a la Segunda Guerra Mundial                                                                        | No disputado debido a la Segunda Guerra Mundial  | No disputado debido a la Segunda Guerra Mundial  |
| 1944 | 51                                               | Venado Tuerto                                    | Juan L. Cavanagh, Roberto Cavanagh, Enrique J. Alberdi, Juan C. Alberdi.                                               | 10-8                                             | El Trébol                                        |
| 1943 | 50                                               | El Trébol                                        | Luis J. Duggan, Julio M. Menditeguy, Heriberto Duggan, Carlos A. Menditeguy.                                           |                                                  |                                                  |
| 1942 | 49                                               | El Trébol                                        | Luis J. Duggan, Julio M. Menditeguy, Heriberto Duggan, Carlos A. Menditeguy.                                           | 9-7                                              | Venado Tuerto                                    |
| 1941 | 48                                               | El Trébol                                        | Luis J. Duggan, Julio M. Menditeguy, Heriberto Duggan, Carlos A. Menditeguy.                                           |                                                  |                                                  |
| 1940 | 47                                               | El Trébol                                        | Luis J. Duggan, Julio M. Menditeguy, Heriberto Duggan, Carlos A. Menditeguy.                                           |                                                  |                                                  |
| 1939 | 46                                               | El Trébol                                        | Luis J. Duggan, Heriberto Duggan, Enrique Duggan, Manuel Andrada.                                                      |                                                  |                                                  |
| 1938 | 45                                               | Los Indios                                       | Audilio Bonadeo Ayrolo, Juan Rodríguez, Andrés Gazzotti, Manuel Andrada.                                               |                                                  |                                                  |
| 1937 | 44                                               | Hurlingham                                       | Eduardo Rojas Lanusse, Juan D. Nelson, Roberto Cavanagh, Luis L. Lacey.                                                |                                                  |                                                  |
| 1936 | 43                                               | Santa Paula                                      | Juan J. Reynal, Matías Casares, José C. Reynal, Ricardo S. Santamarina.                                                |                                                  |                                                  |
| 1935 | 42                                               | Tortugas                                         | Juan C. Alberdi, Mario Inchauspe, Enrique J. Alberdi, Manuel Andrada.                                                  |                                                  |                                                  |
| 1934 | 41                                               | Coronel Suárez                                   | Ricardo E. Garrós, Eduardo E. Garrós, Enrique J. Alberdi, Juan C. Alberdi.                                             |                                                  |                                                  |
| 1933 | 40                                               | Santa Paula                                      | Juan J. Reynal, Martín J. Reynal, José C. Reynal, Manuel Andrada.                                                      |                                                  |                                                  |
| 1932 | 39                                               | Meadow Brook                                     | Michael G. Phipps, Winston F. C. Guest, Elmer J. Boeseke Jr., William H. Post.                                         |                                                  |                                                  |
| 1931 | 38                                               | La Rinconada                                     | Audilio Bonadeo Ayrolo, Martín J. Reynal, José C. Reynal, Manuel Andrada.                                              |                                                  |                                                  |
| 1930 | 37                                               | Santa Paula                                      | Alfredo J. Harrington, Juan J. Reynal, José C. Reynal, Manuel Andrada.                                                 |                                                  |                                                  |
| 1929 | 36                                               | Hurlingham                                       | Arturo J. Kenny, Juan D. Nelson, Enrique Padilla, Luis L. Lacey.                                                       |                                                  |                                                  |
| 1928 | 35                                               | Santa Inés                                       | Daniel Kearney, Guillermo Brooke Naylor, K. Reynolds (F. Watson), Juan Kearney.                                        |                                                  |                                                  |
| 1927 | 34                                               | Hurlingham                                       | Arturo J. Kenny, Juan D. Nelson, Julio Negron, Luis L. Lacey.                                                          |                                                  |                                                  |
| 1926 | 33                                               | Hurlingham                                       | Francisco Cevallos, Ramón Videla Dorna, Justo J. Galarreta, Enrique E. Padilla.                                        |                                                  |                                                  |
| 1925 | 32                                               | Hurlingham                                       | Arturo J. Kenny, Juan D. Nelson, E. Leonardo Lacey, Luis L. Lacey.                                                     |                                                  |                                                  |
| 1924 | 31                                               | Santa Inés                                       | Daniel M. Kearney, Carlos N. Land, Guillermo Brooke Naylor, Juan Kearney.                                              |                                                  |                                                  |
| 1923 | 30                                               | Las Rosas                                        | Juan B. Miles, Juan D. Nelson, E. Leonardo Lacey, Luis L. Lacey.                                                       |                                                  |                                                  |
| 1922 | 29                                               | Santa Inés                                       | Daniel M. Kearney, Carlos N. Land, Guillermo Brooke Naylor, Juan Kearney.                                              |                                                  |                                                  |
| 1921 | 28                                               | Hurlingham                                       | Arturo J. Kenny, Juan D. Nelson, Julio Negron, Luis L. Lacey.                                                          |                                                  |                                                  |
| 1920 | 27                                               | Hurlingham                                       | Arturo J. Kenny, Juan D. Nelson, Julio Negron, Luis L. Lacey.                                                          |                                                  |                                                  |
| 1919 | 26                                               | Las Rosas                                        | W. A. Benítz, Juan B. Miles, David B. Miles, Carlos N. Land.                                                           |                                                  |                                                  |
| 1918 | 25                                               | Hurlingham                                       | Jorge H. Roberts, C. Crawford Smith, Julio Negron, Juan A. E. Traill.                                                  |                                                  |                                                  |
| 1917 | 24                                               | North Santa Fe                                   | Juan B. Miles, David B. Miles, Carlos N: Land, Juan A. E. Traill.                                                      |                                                  |                                                  |
| 1916 | 23                                               | North Santa Fe                                   | Juan B. Miles, David B. Miles, Carlos N: Land, Juan A. E. Traill.                                                      |                                                  |                                                  |
| 1915 | 22                                               | Palomar                                          | Lindsay R. S. Holway, Samuel A. Casares, Carlos F. Lacey, Luis L. Lacey.                                               |                                                  |                                                  |
| 1914 | No disputado debido a la Primera Guerra Mundial. | No disputado debido a la Primera Guerra Mundial. | No disputado debido a la Primera Guerra Mundial.                                                                       | No disputado debido a la Primera Guerra Mundial. | No disputado debido a la Primera Guerra Mundial. |
| 1913 | 21                                               | North Santa Fe                                   | Eduardo Traill, L. A. Lynch Staunton, Roberto W. Traill, Juan A. E. Traill.                                            |                                                  |                                                  |
| 1912 | 20                                               | North Santa Fe                                   | Geoffrey C. Francés, L. A. Lynch Staunton, Roberto W. Traill, Juan A. E. Traill.                                       |                                                  |                                                  |
| 1911 | 19                                               | North Santa Fe                                   | Geoffrey C. Francés, L. A. Lynch Staunton, Roberto W. Traill, Juan A. E. Traill.                                       |                                                  |                                                  |
| 1910 | 18                                               | Las Rosas                                        | Carlos A. M. Watts, Roberto G. Best, Juan A. E. Traill, E. De Galiani.                                                 |                                                  |                                                  |
| 1909 | 17                                               | Western Camps                                    | Juan A. Campbell, Ricardo Leard, H. Drysdale, Eduardo Lucero.                                                          |                                                  |                                                  |
| 1908 | 16                                               | North Santa Fe                                   | José E. Traill, Juan A. E. Traill, Roberto W. Traill, Eduardo Traill.                                                  |                                                  |                                                  |
| 1907 | 15                                               | Western Camps                                    | Juan A. Campbell, Ricardo Leard, H. Drysdale, Eduardo Lucero.                                                          |                                                  |                                                  |
| 1906 | 14                                               | North Santa Fe                                   | José E. Traill, Juan A. E. Traill, Roberto W. Traill, José González.                                                   |                                                  |                                                  |
| 1905 | 13                                               | Hurlingham                                       | E. C. Robson, T. Scott-Robson, Hugo Scott-Robson, B. Bedford.                                                          |                                                  |                                                  |
| 1904 | 12                                               | North Santa Fe                                   | José E. Traill, Eduardo Traill, Juan A. E. Traill, Roberto W. Traill.                                                  |                                                  |                                                  |
| 1903 | 11                                               | Hurlingham                                       | Francisco J. Balfour, G. E. P. Robson, T. Scott-Robson, Hugo Scott- Robson.                                            |                                                  |                                                  |
| 1902 | 10                                               | Hurlingham                                       | Francisco J. Balfour, E. C. Robson, T. Scott-Robson, B. Bedford.                                                       |                                                  |                                                  |
| 1901 | 9                                                | San Carlos                                       | Gastón Peers, Percy Talbot, J. Carrizo, Roque Fredes.                                                                  |                                                  |                                                  |
| 1900 | 8                                                | La Victoria                                      | Mangus Fea, Frank E. Kinchant, J. Luard Bury, W. Hinchliff.                                                            |                                                  |                                                  |
| 1899 | 7                                                | Hurlingham                                       | Francisco J. Balfour, F. J. Bennet, T. Scott-Robson, Hugo Scott-Robson.                                                |                                                  |                                                  |
| 1898 | 6                                                | The Casuals                                      | Frank B. Hinchliff, Eduardo Traill, Roberto W. Traill, F. S. Robinson.                                                 |                                                  |                                                  |
| 1897 | 5                                                | Hurlingham                                       | M. Finlayson, Frank Furber, E. Follet Holt, Hugo Scott-Robson.                                                         |                                                  |                                                  |
| 1896 | 4                                                | Las Petacas                                      | Sixto Martínez, José Martínez, Frank C. Kinchant, Francisco Benítez.                                                   |                                                  |                                                  |
| 1895 | 3                                                | The Casuals                                      | E. Follet Holt, C. J. Tetley, R. Scott Moncrieff, Percy Talbot.                                                        |                                                  |                                                  |
| 1895 | 3                                                | Las Petacas                                      | Sixto Martínez, José Martínez, Frank E. Kinchant, Francisco Benítez.                                                   |                                                  |                                                  |
| 1894 | 2                                                | Flores                                           | J. Bennett, F. J. Bennett, T. Scott-Robson, Hugo Scott-Robson.                                                         |                                                  |                                                  |
| 1894 | 2                                                | The Casuals                                      | E. Follet Holt, R. Mc Smyth, Percy Talbot, F. S. Robinson.                                                             |                                                  |                                                  |
| 1893 | 1                                                | Hurlingham                                       | Francisco J. Balfour, Frank Furber, C. J. Tetley, Hugo Scott-Robson.                                                   | 1-0                                              | North Santa Fe                                   |
| 1893 | 1                                                | Hurlingham                                       | Francisco J. Balfour, Frank Furber, C. J. Tetley, Hugo Scott-Robson.                                                   | 4-1                                              | Quilmes                                          |

1. ↑  No pudo terminarse por epizootia. Se concluyó en mayo de 1986.
2. 1 2 3 4  Liguilla final disputada a la americana entre 4 equipos.
3. 1 2 3  Disputado en Cañada de Gómez.
4. 1 2 3  Disputado en Hurlingham.

## Títulos por equipo
| Equipo                      | Títulos |
| --------------------------- | ------- |
| Coronel Suárez              | 24      |
| Hurlingham                  | 15      |
| La Dolfina                  | 15      |
| North Santa Fe              | 8       |
| El Trébol                   | 8       |
| Venado Tuerto               | 7       |
| La Espadaña                 | 6       |
| Ellerstina                  | 6       |
| Indios Chapaleufú I         | 6       |
| Indios Chapaleufú II        | 4       |
| The Casuals                 | 3       |
| Las Rosas                   | 3       |
| Santa Inés                  | 3       |
| Santa Paula                 | 3       |
| Santa Ana                   | 3       |
| La Natividad                | 3       |
| Las Petacas                 | 2       |
| Western Camps               | 2       |
| Flores                      | 1       |
| La Victoria                 | 1       |
| San Carlos                  | 1       |
| Palomar                     | 1       |
| La Rinconada                | 1       |
| Meadow Brook                | 1       |
| Tortugas                    | 1       |
| Los Indios                  | 1       |
| Los Pingüinos               | 1       |
| La Aguada                   | 1       |
| Coronel Suárez II           | 1       |
| Coronel Suárez — Los Indios | 1       |